# فرنك رواندي
الفرنك الرواندي (بالفرنسية: Franc rwandais) هو العملة الرسمية لرواندا منذ 24 أبريل 1964. وهو ينقسم إلى 100 سنتيم للواحد.

## التاريخ
أصبح الفرنك عملة رواندا في العام 1916 عندما احتلت بلجيكا المستعمرة الألمانية وأصبح الفرنك الكونغولي عملة الكونغو بدلاً من الروبية الألمانية في شرق أفريقيا. تستخدم رواندا والكونغو الفرانك البلجيكي حتى عام 1960 بدأت رواندا إصدار عملتها الخاصة في عام 1964. وهناك جرى التخطيط لإدخال عملة موحدة، وهي الشلن في تكتل شرق أفريقيا الاقتصادي، أي ما يعادل الدول الخمس الأعضاء في مجموعة شرق أفريقيا.

## الشكل

### العملات المعدنية
في عام 1964، تم تقديم العملات المعدنية من فئة 1 و 5 و 10 فرنك، مع 1 و 10 فرنك مصنوعة من نيكل نحاسي و 5 فرنكات من البرونز. في عام 1969، تم تقديم عملات الألمنيوم فئة 1 فرنك، تبعها في عام 1970 بـ ½ و 2 فرنك أيضًا مصنوعة من الألومنيوم. تم إصدار عملة معدنية بحجم 10 فرنك من النحاس والنيكل بحجم صغير في عام 1974.
تم تقديم النحاس 20 و 50 فرنكًا في عام 1977. تم إصدار سلسلة جديدة من العملات المعدنية من 1 إلى 50 فرنكًا في عام 2004 (بتاريخ 2003) وتم تقديم عملة معدنية جديدة ثنائية المعدن بقيمة 100 فرنك في عام 2008 (بتاريخ 2007)
- 1 فرنك - 98٪ ألومنيوم، 2٪ ماغنسيوم
- 5 فرنكات برونزية
- 10 فرنك برونزي
- 20 فرنك - صلب مطلي بالنيكل
- 50 فرنك - صلب مطلي بالنيكل
- 100 فرنك - حلقة من الصلب المطلي بالنيكل ومركز من الصلب المطلي بالنحاس

### الأوراق النقدية
في عام 1964، تم إنشاء الأوراق النقدية المؤقتة للاستخدام في رواندا عن طريق الختم اليدوي (20 إلى 100 فرنك) أو النقش (500 و 1000 فرنك) الأوراق النقدية من رواندا وبوروندي التي تحمل تواريخها وتوقيعاتها الأصلية. وأعقب ذلك إصدارات منتظمة بنفس القيمة بتاريخ 1964 إلى 1976.
تم استبدال العملات الورقية من فئة 20 و 50 فرنكًا بعملات معدنية في عام 1977، مع إصدار أوراق نقدية بقيمة 5000 فرنك في عام 1978. تم تقديم أول ورقة نقدية من فئة 2000 فرنك في البلاد في منتصف ديسمبر 2007. في عام 2008، استبدل البنك عملة الـ 100 فرنك بعملة معدنية ثنائية المعدن، وألغى حالة المناقصة القانونية للأوراق النقدية في 31 ديسمبر 2009. في 24 سبتمبر 2013، أصدر البنك الوطني الرواندي ورقة نقدية معاد تصميمها بقيمة 500 فرنك تصور الأبقار في المقدمة والطلاب الذين لديهم أجهزة كمبيوتر (من كمبيوتر محمول واحد لكل طفل) على ظهره. في ديسمبر 2014، أصدر البنك الوطني الرواندي 2000 و 5000 فرنك مع ميزات أمنية منقحة وإزالة الأوصاف الفرنسية على الأوراق النقدية. في أكتوبر 2015، أصدر البنك الوطني الرواندي ورقة نقدية منقحة بقيمة 1000 فرنك مع ميزات أمنية محسنة وإزالة الأوصاف الفرنسية على الأوراق النقدية.
في 7 فبراير 2019، أعلن بنك رواندا الوطني عن تقديم 500 فرنك و 1000 فرنك جديد في 11 فبراير 2019. ستتمتع هذه الأوراق النقدية بميزات أمان جديدة وجودة أفضل لتقليل التآكل. إن تصميم الجزء الأمامي من فئة 500 فرنك جديد تمامًا، وتم تغيير اللون الكلي إلى البني للمساعدة في تمييزه عن فئة 1000 فرنك.

## القيمة

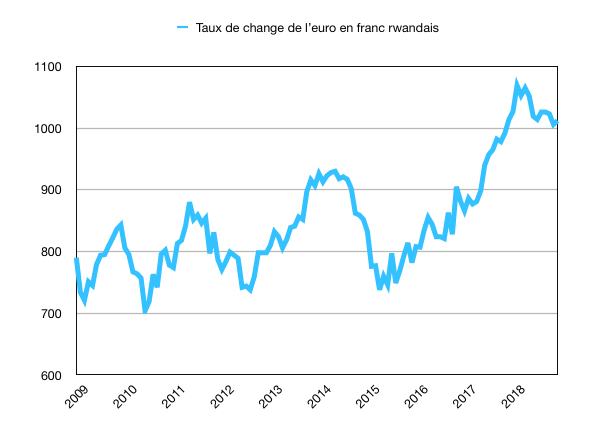
سعر صرف اليورو بالفرنك الرواندي خلال الفترة 2009-2018

يتمتع الفرنك الرواندي بقيمة منخفضة جدًا مقارنة بالعملات القوية مثل الدولار الأمريكي (550 فرنك فرنسي في عام 2007، 800 فرنك سويسري في عام 2016) أو اليورو (تذبذب بين 700 و 950 فرنك سويسري بين عامي 2007 و2016). منذ عام 2015، انخفضت قيمة العملة بشكل مطرد وتجاوز سعر الصرف لليورو الواحد 1000 فرنك رواندي في عام 2017.
| السنة | المعدل  |
| ----- | ------- |
| 2009  | 784.92  |
| 2010  | 766.08  |
| 2011  | 829.33  |
| 2012  | 776.17  |
| 2013  | 849.92  |
| 2014  | 904.25  |
| 2015  | 777.75  |
| 2016  | 841.25  |
| 2017  | 936.33  |
| 2018  | 1032.67 |

## معرض الصور

- ملف:Fichier:RWFn0500r.jpg
- ملف:Fichier:RWFn0500v.jpg
- ملف:Fichier:RWFn1000v.jpg
- ملف:Fichier:RWFn1000r.jpg
- ملف:Fichier:RWFn2000v.jpg
- ملف:Fichier:RWFn2000r.jpg
- ملف:Fichier:RWFn5000v.jpg
- ملف:Fichier:RWFn5000r.jpg
- ملف:Fichier:Rwandaise coins.png